# 丹·胡克
丹尼尔·普雷斯顿·胡克（Daniel Preston Hooker；1990年2月13日—）是一名新西兰综合格斗运动员，现为终极格斗冠军赛轻量级选手。

## 生平
2008年，他成为综合格斗教练，曾是奧克蘭City Kickboxing主教练，2018年年中在奥克兰开设了自己的训练室Combat Academy。
胡克于2009年3月首次参加职业综合格斗，也打过踢拳比赛，是新西兰“King in the Ring”中量级踢拳冠军。2014年6月28日，他在UFC亮相，对战伊恩·恩特威斯尔，在首回合TKO获胜。